# Raión de Aparan
El raión de Aparan es uno de los cuatro raiones que forman la provincia armenia de Aragatsotn. Está ubicado al norte de la provincia y en su territorio se encuentra el monte Aragats. Su población a la fecha de 12 de octubre de 2011 era de 22 029 habitantes.

## Composición
Está formado por las siguientes aldeas y ciudades (c):
- Aparan 6451
- Apna 630
- Ara 617
- Aragats 2773
- Chknagh 239
- Dzoraglukh 305
- Hartavan 930
- Jrambar 146
- Kayk 441
- Kuchak 2147
- Lusagyugh 710
- Nigavan 658
- Saralanj 198
- Shenavan 1638
- Shoghakn 167
- Tsaghkashen 644
- Ttujur 310
- Vardenis 700
- Vardenut 895
- Yeghipatrush 819
- Yernjatap 611[1]